# Drepananthus vitiensis
Drepananthus vitiensis là loài thực vật có hoa thuộc họ Na. Loài này được Albert Charles Smith mô tả khoa học đầu tiên năm 1936 dưới danh pháp Cyathocalyx vitiensis. Năm 2010, Surveswaran S. et al. chuyển nó sang chi Drepananthus.

## Phân bố
Loài cây này phân bố chủ yếu ở Fiji và các vùng lân cận.